# Latina medievală

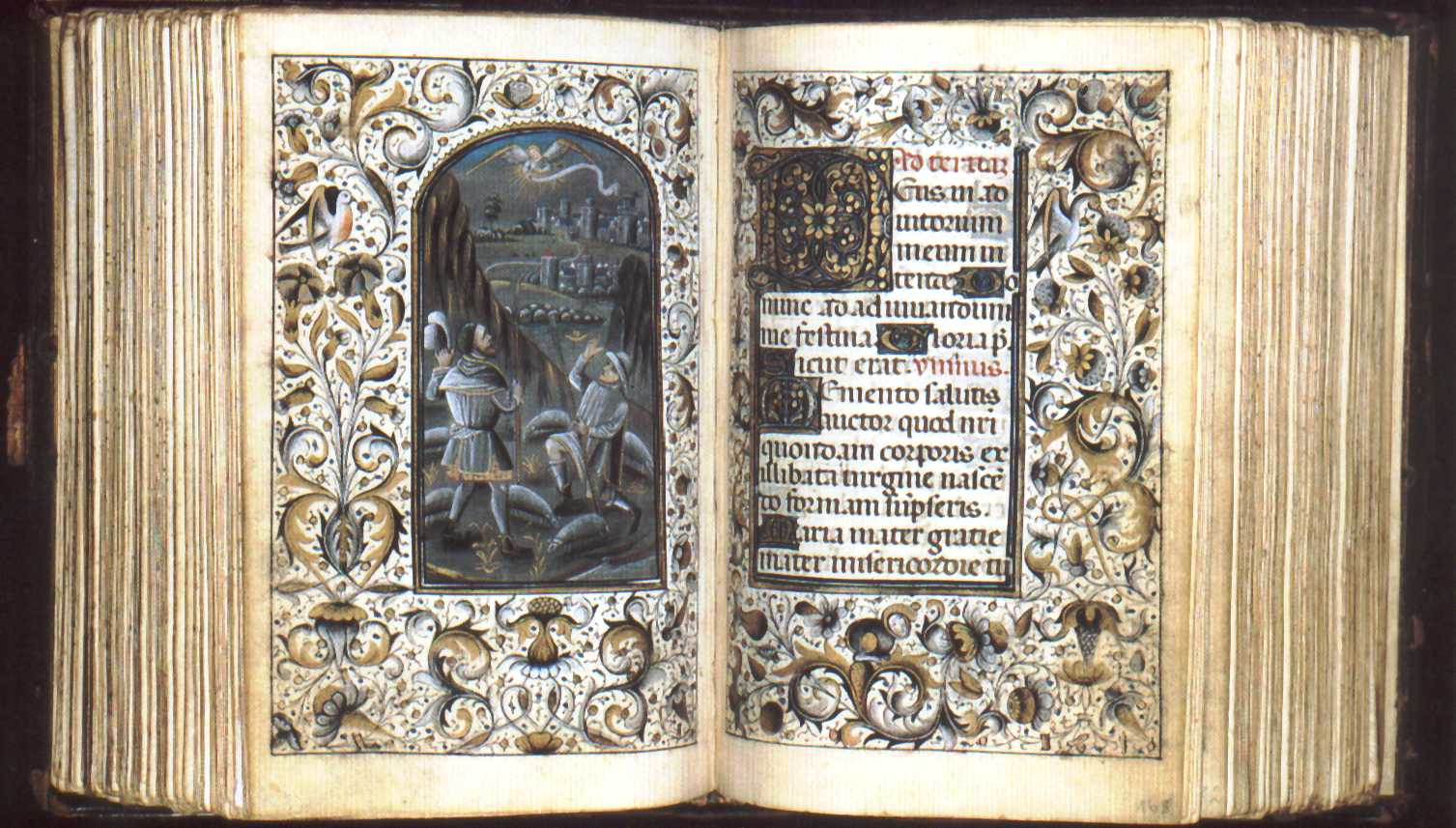
Manuscris ilustrat cu miniaturi conținând „Cartea Orelor” (rugăciuni în latina medievală).

Termenul de latină medievală desemneză latina așa cum era folosită în Evul Mediu.

## Descriere
Latina medievală era forma latinei folosite în Evul Mediu pentru schimburi culturale și ca limbă liturgică în Biserica Catolică, dar și ca limbă științifică, lingua franca, limbă literară, limbă a administrației și a dreptului.
Nu trebuie să se facă nicio confuzie cu latina ecleziastică.
Nu există consens unanim care să delimiteze exact perioada în care latina medievală s-a diferențiat de latina vulgară, dar, în general, se consideră ca fiind latină medievală limba latină scrisă începând de pe la 500 d.Hr. (mulți oameni de știință consideră că începutul acestei limbi ar fi cu o sută de ani mai devreme) și până în pragul Umanismului (jumătatea secolului al XIV-lea), cuprinzând, prin urmare, latina lui Dante, în De Vulgari Eloquentia și De Monarquia, dar excluzând-o pe cea folosită de Petrarca și de Coluccio Salutati.

## Lucrări celebre redactate în latina medievală
- De origine actibusque Getarum sau, pe scurt: Getica, de istoricul goto-bizantin Iordanes (în anul 551)
- Carmina Burana[2], din secolul al XIII-lea
- Pange Lingua[3]
- Sfântul Toma d'Aquino, Summa Theologiae
- Isidor din Sevilla, Etymologiae[4]
- Dies Iræ[5]
- Decretum Gratiani[6]
- Thomas a Kempis: Imitatio Christi / De Imitatione Christi[7] / în română: "Urmarea lui Hristos" / "Imitațiunea lui Cristos"
- Magna Charta Libertatum
- Tabula Peutingeriana

## Galerie de imagini

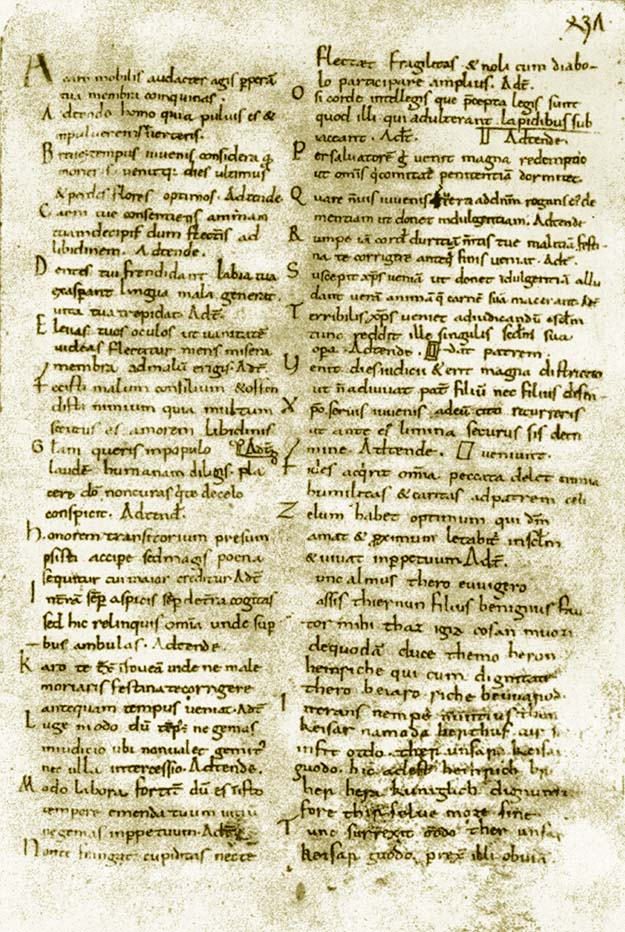
Carmina Cantabrigiensia, Manuscris C, folia 436v, din secolul al XI-lea, păstrat la Biblioteca Universității din Cambridge (din Regatul Unit), Gg. 5. 35.
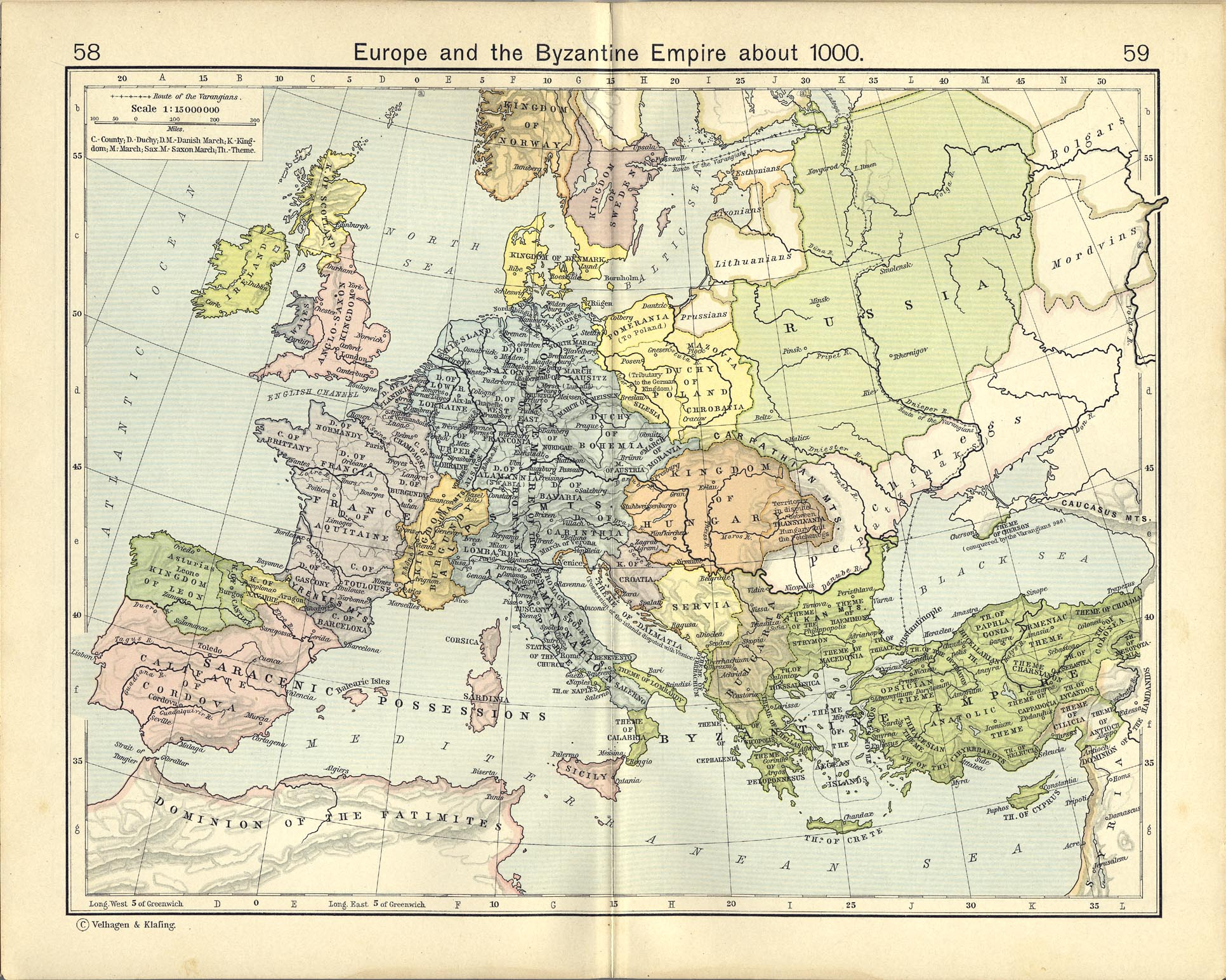
Europa în anul 1000

## Izvoare
- Desiderius Erasmus, De recta Latini Graecique sermonis pronunciatione dialogus, Basel (Frobenius), 1528.